# José Róbson do Nascimento
José Róbson do Nascimento, mais conhecido como Róbson ou Robgol (Barra de São Miguel, 10 de maio de 1969) é um ex-futebolista brasileiro que atuava na posição de atacante e centroavante.
Iniciou sua carreira profissional no Clube Náutico Capibaribe, onde ganhou notoriedade pelo faro de gol e recebeu o apelido de Robgol. Posteriormente, teve passagens marcantes pelo Santa Cruz, onde se destacou no Campeonato Brasileiro de Futebol de 2000, e pelo Esporte Clube Bahia, conquistando dois títulos da Copa do Nordeste e um Campeonato Baiano. No Paysandu Sport Club, tornou-se um dos maiores ídolos da história do clube, sendo peça fundamental na campanha da Copa Libertadores da América de 2003 e artilheiro em diversas competições. 
Após sua aposentadoria do futebol em 2006, Robgol ingressou na política, sendo eleito deputado estadual pelo estado do Pará pelo Partido Trabalhista Brasileiro (PTB). Durante seu mandato, atuou em projetos voltados para o esporte e juventude, mas sua carreira política também foi marcada por controvérsias. Em 2011, foi alvo de investigações no âmbito da Operação Alvorecer, que apurava um esquema de desvio de recursos públicos.

## Carreira Futebolística

### Início
No futebol amador de sua cidade, atuou pelo Bangu Atlético Clube e pelo Ypiranga de Santa Cruz do Capibaribe. Se tornou profissional, no Náutico, com 19 anos, em 1987.
Em 1989, Robson participa do Campeonato Pernambucano profissional defendendo o modesto time do Paulistano, clube da cidade de Paulista, na região metropolitana de Recife.
No ano seguinte, defendeu o Náutico na Copa São Paulo de Futebol Junior.
Em 95, jogou pelo MAC do Maranhão e foi artilheiro com 19 gols e campeão estadual. De volta ao Náutico, no ano seguinte, foi artilheiro pernambucano.

### Apelido
O apelido Robgol surgiu em 1996, quando atuava pelo Náutico, após um clássico contra o Santa Cruz em que marcou os gols na vitória de 2 a 1, sendo uma brincadeira com o apelido Batigol, do atacante argentino Batistuta, que fazia sucesso na época.

### Internacional
Quando chegou ao Internacional, em 1997, onde teve concorrentes de peso: Washington, o "Coração Valente", Alberto e Christian. Ficou pouco, porque teve de operar o joelho.

### Santa Cruz
Em 2000, jogou pelo Santa Cruz no Brasileiro e marcou 12 dos 16 gols marcados pelo time.

### Bahia
Em 2001, após uma breve passagem pelo Botafogo, Robgol foi contratado pelo Esporte Clube Bahia a convite do técnico Evaristo de Macedo. Nesse ano, o clube conquistou o Campeonato Baiano, com Robgol sendo peça fundamental no ataque tricolor. Além do título estadual, o Bahia sagrou-se campeão da Copa do Nordeste de 2001, consolidando sua supremacia regional. Durante a Copa do Brasil de 2001, Robgol participou de cinco partidas e marcou um gol. Foi artilheiro no tricolor, justificando sua fama. No Bahia marcou 53 gols.
No ano seguinte, Robgol manteve seu desempenho de destaque. O Bahia conquistou novamente a Copa do Nordeste, tornando-se bicampeão consecutivo do torneio. Na Copa do Brasil de 2002, Robgol teve uma participação mais expressiva, disputando sete jogos e anotando quatro gols, demonstrando sua importância no setor ofensivo da equipe. Durante sua passagem pelo Bahia, Robgol tornou-se ídolo da torcida, sendo lembrado por sua eficiência nas finalizações e por contribuir significativamente para as conquistas do clube no início dos anos 2000. 
Em suas redes sociais, ele frequentemente relembra momentos marcantes dessa época, como a final da Copa do Nordeste de 2002 contra o arquirrival Vitória, destacando a importância desses títulos para a história do clube e para a torcida tricolor.

### Paysandu
Robgol ingressou no Paysandu Sport Club em 2002, ano em que o clube vivia um período de ouro. Nesse ano, o Paysandu conquistou o Campeonato Paraense, a Copa Norte e a Copa dos Campeões, esta última garantindo ao clube uma vaga inédita na Copa Libertadores da América de 2003. Embora detalhes específicos sobre a participação de Robgol nessas conquistas não estejam amplamente documentados, sua chegada ao clube coincidiu com esse período vitorioso. 
Em fevereiro de 2003, marcou 2 gols na vitória do Papão contra a Tuna Luso por 3x2, no Mangueirão, válido pelo Campeonato Paraense. No mesmo ano, Robgol destacou-se na histórica campanha do Paysandu na Copa Libertadores. O clube surpreendeu ao vencer o Boca Juniors por 1-0 em plena La Bombonera, com Robgol sendo peça fundamental no ataque. Além disso, ele marcou sete gols durante a competição, tornando-se um dos principais artilheiros.
Ainda no ano de 2003, marcou 15 gols no Campeonato Brasileiro da Série A, sendo 3 na vitória do Paysandu contra o São Paulo de Rogério Ceni por 5x2, antes de transferir-se para o Santos.

### Santos
Chegou ao Santos em janeiro de 2004.

### Retorno ao Paysandu
De volta ao Paysandu em 2005, Robgol reafirmou seu status de ídolo. Foi novamente campeão paraense e destacou-se na Série A do Campeonato Brasileiro daquele ano, sendo o vice-artilheiro com 21 gols, mesmo com o rebaixamento do clube para a Série B. Em 2006, Robgol continuou a defender o Paysandu no Campeonato Paraense, contribuindo para a conquista do título estadual. No entanto, decidiu encerrar sua carreira futebolística para ingressar na política, sendo eleito deputado estadual pelo estado do Pará.
Se tornou um dos principais ídolos do clube, com 91 gols marcados ao longo de quatro temporadas.

## Carreira Política
No ano de 2006, Robgol se elegeu deputado estadual no estado do Pará, pelo Partido Trabalhista Brasileiro (PTB), e com isso, decidiu se aposentar do futebol.
Em 2010 foi candidato novamente, porém não conseguiu se reeleger.
No dia 19 de abril de 2011, a Polícia Civil do Estado do Pará e o Ministério Público Estadual (MPE) do Pará apreenderam cerca de R$ 500 mil, além de R$ 40 mil em tickets alimentação da Assembleia Legislativa do Pará (Alepa). De acordo com O Diário do Pará, Róbson é investigado pelo MPE como possível participante em um esquema de fraudes em contracheques da Alepa, que já teria desviado quase R$ 1 milhão por mês desde 2008.
De acordo com o MPE, quatro tipos de fraudes foram constatadas: inclusão de vantagens indevidas nos contracheques, sonegação de imposto de renda e contribuição previdenciária, contratação de funcionários fantasmas e utilização de “laranjas” na folha de pagamento.
Em 2022, não conseguiu se eleger para cargo de deputado federal pelo PSD, onde teve apenas 1.184 votos.

## Títulos
Náutico
- Campeonato Pernambucano: 1989

ABC Futebol Clube
- Campeonato Potiguar: 1999

Bahia
- Campeonato Baiano: 2001.
- Copa do Nordeste: 2001 e 2002.

Santos
- Campeonato Brasileiro: 2004
- Copa Paulista de Futebol: 2004

Paysandu
- Campeonato Paraense: 2005, 2006
- Taça Cidade de Belém: 2005, 2006
- Taça Estado do Pará: 2005